# Oblasy (województwo lubelskie)
Oblasy – wieś w Polsce położona w województwie lubelskim, w powiecie puławskim, w gminie Janowiec.
Wieś w powiecie radomskim w województwie sandomierskim w XVI wieku była własnością kasztelana lubelskiego Andrzeja Firleja. Do 1954 roku istniała gmina Oblasy. W latach 1975–1998 miejscowość położona była w województwie lubelskim.
Wieś stanowi sołectwo gminy Janowiec. Według Narodowego Spisu Powszechnego z roku 2011 wieś liczyła 793 mieszkańców.
Dawniej wyróżniano części wsi o nazwach Oblasy Dworskie i Oblasy Księże.
Wierni Kościoła rzymskokatolickiego należą do parafii św. Stanisława Biskupa i św. Małgorzaty w Janowcuj.